# Élections générales boliviennes de 1980
Les élections générales boliviennes de 1980 ont eu lieu le dimanche 29 juin 1980 afin de renouveler le président et le vice-président de la République, ainsi que les 130 sièges de la Chambre des députés et les 27 sièges du Sénat.
Étant donné qu'aucun des candidats n'a pu obtenir la majorité des voix, le Congrès national est chargé de désigner le président parmi les candidats avec les meilleurs résultats. Le vote est prévu le 6 août 1980 et Hernán Siles Zuazo est donné favori, toutefois le processus est interrompu par un coup d'État militaire dirigé par le général Luis García Meza Tejada, le 17 juillet 1980. 
Le gouvernement mené par Meza Tejada n'a cependant duré qu'un an, lorsqu'il démissionne et est remplacé par une junte militaire menée par le général Celso Torrelio, le 4 août 1981. Sous l'impulsion du Haut commandement des Forces armées, cette junte est également remplacée en juillet 1982 par un gouvernement mené par Guido Vildoso Calderón, chargé de ramener le pays à un régime démocratique.
Dans une période d'instabilité sociale et politique, Vildoso Calderón convoque les membres du Congrès national de 1980 et s'en remet à la décision qu'ils auront choisie. Ceux-ci confirment les résultats des élections générales de 1980 et élisent Hernán Siles Zuazo comme président. Le 10 octobre 1982, Siles Zuazo devient officiellement président de la République.

## Système électoral

### Postes à pourvoir
La Loi électorale de 1980 maintient le nombre de sénateurs dans les circonscriptions départementales à 3, soit un total de 27 membres à la Chambre haute. Pour la Chambre des députés, un nombre de 130 députés a été établi (un chiffre qui a été constitutionnalisé dans les réformes électorales de 1994 et 1995 et inclus dans la Constitution actuelle). La répartition des sièges s'établit comme suit: 
| Département | Sénateurs | Députés |
| ----------- | --------- | ------- |
| Chuquisaca  | 3         | 13      |
| La Paz      | 3         | 28      |
| Cochabamba  | 3         | 18      |
| Oruro       | 3         | 10      |
| Potosí      | 3         | 19      |
| Tarija      | 3         | 9       |
| Santa Cruz  | 3         | 17      |
| Beni        | 3         | 9       |
| Pando       | 3         | 7       |
| Total       | 27        | 130     |

## Campagne
Au total, treize candidats se sont présentés à ces élections. Plusieurs partis politiques et groupes de la société civile se sont regroupés au sein d'alliances politiques en y soutenant un candidat en particulier.
| Parti candidat                                                           | Partis alliés                                            |
| ------------------------------------------------------------------------ | -------------------------------------------------------- |
| Unité démocratique et populaire (UDP)                                    | Parti communiste de Bolivie                              |
| Unité démocratique et populaire (UDP)                                    | Mouvement nationaliste révolutionnaire de gauche         |
| Unité démocratique et populaire (UDP)                                    | Mouvement populaire de libération nationale              |
| Unité démocratique et populaire (UDP)                                    | Mouvement de la gauche révolutionnaire                   |
| Unité démocratique et populaire (UDP)                                    | Parti socialiste–Atahuichi                               |
| Unité démocratique et populaire (UDP)                                    | Avant-garde ouvrière                                     |
| Mouvement nationaliste révolutionnaire–Alliance (MNR-A)                  | Parti communiste de Bolivie (Marxiste-Léniniste–Maoïste) |
| Mouvement nationaliste révolutionnaire–Alliance (MNR-A)                  | Mouvement nationaliste révolutionnaire de gauche–1       |
| Mouvement nationaliste révolutionnaire–Alliance (MNR-A)                  | Mouvement nationaliste révolutionnaire                   |
| Front démocratique révolutionnaire–Nouvelle alternative (FDR-NA)         | Parti démocrate-chrétien                                 |
| Front démocratique révolutionnaire–Nouvelle alternative (FDR-NA)         | Alliance de la gauche nationale                          |
| Front démocratique révolutionnaire–Nouvelle alternative (FDR-NA)         | Offensive de la gauche démocratique                      |
| Front démocratique révolutionnaire–Nouvelle alternative (FDR-NA)         | Parti socialiste–Aponte                                  |
| Parti socialiste–1                                                       | –                                                        |
| Front démocratique révolutionnaire–Nouvelle alternative                  | –                                                        |
| Parti révolutionnaire authentique                                        | –                                                        |
| Mouvement nationaliste révolutionnaire uni–Mouvement de gauche nationale | –                                                        |
| Phalange socialiste bolivienne                                           | –                                                        |
| Alliance des forces de gauche nationalistes du MNR                       | –                                                        |
| Mouvement révolutionnaire Túpac Katari de libération–1                   | –                                                        |
| Parti de l'union bolivienne                                              | –                                                        |
| Mouvement révolutionnaire Túpac Katari de libération                     | –                                                        |
| Parti révolutionnaire de la gauche nationaliste                          | –                                                        |

## Résultats

### Scrutin populaire
Comme en 1979, le vote a été favorable à l'alliance de l'Unité démocratique et populaire de Hernán Siles Zuazo, qui a obtenu 38,7 % des voix valides, sans toutefois obtenir une majorité claire. Les résultats de ces élections sont représentatifs des tendances électorales qui se dessineront pour les élections à venir: un vote plus élevé pour les partis de gauche dans les départements de l'ouest et un vote plus élevé pour les partis de droite dans les départements de l'est. 
|                         |                                                |                                                                          |           |        |         |           |
| Candidats               | Candidats                                      | Parti                                                                    | Votes     | %      | Députés | Sénateurs |
|                         | Hernán Siles Zuazo Jaime Paz Zamora            | Unité démocratique et populaire (UDP)                                    | 507 173   | 38,74  | 47      | 10        |
|                         | Víctor Paz Estenssoro Ñuflo Chávez Ortiz       | Mouvement nationaliste révolutionnaire– Alliance (MNR-A)                 | 263 706   | 20,15  | 34      | 10        |
|                         | Hugo Banzer Suárez Jorge Tamayo Ramos          | Action démocratique nationaliste                                         | 220 309   | 16,83  | 24      | 6         |
|                         | Marcelo Quiroga Santa Cruz José María Palacios | Parti socialiste–1                                                       | 113 959   | 8,71   | 10      | 1         |
|                         | Luis Adolfo Siles Salinas Benjamín Miguel Harb | Front démocratique révolutionnaire– Nouvelle alternative (FDR-NA)        | 39 401    | 3,01   | 5       |           |
|                         | Walter Guevara Arze Flavio Machicado Saravia   | Parti révolutionnaire authentique                                        | 36 443    | 2,78   | 3       |           |
|                         | Guillermo Bedregal Gutiérrez Miguel Trigo      | Mouvement nationaliste révolutionnaire uni–Mouvement de gauche nationale | 24 542    | 1,87   | 2       |           |
|                         | Carlos Valverde Barbery Enrique Riveros Tejada | Phalange socialiste bolivienne                                           | 21 372    | 1,63   | 3       |           |
|                         | Roberto Jordán Pando Edmundo Roca              | Alliance des forces de gauche nationalistes du MNR                       | 17 150    | 1,31   |         |           |
|                         | Constantino Lima Chávez Honorato Sánchez       | Mouvement révolutionnaire Túpac Katari de libération–1                   | 17 023    | 1,30   | 1       |           |
|                         | Walter Gonzáles Valda Norma Vespa              | Parti de l'union bolivienne                                              | 16 380    | 1,25   |         |           |
|                         | Luciano Tapia Quisbert Eufronio Vélez Magne    | Mouvement révolutionnaire Túpac Katari de libération                     | 15 852    | 1,21   | 1       |           |
|                         | Juan Lechín Oquendo Aníbal Aguilar Peñarrieta  | Parti révolutionnaire de la gauche nationaliste                          | 15 724    | 1,20   |         |           |
| Votes valides           | Votes valides                                  | Votes valides                                                            | 1 309 034 | 65,31  |         |           |
| Votes blancs            | Votes blancs                                   | Votes blancs                                                             | 98 203    | 6,59   |         |           |
| Votes nuls              | Votes nuls                                     | Votes nuls                                                               | 82 247    | 5,52   |         |           |
| Total de votes exprimés | Total de votes exprimés                        | Total de votes exprimés                                                  | 1 489 484 | 74,32  | 130     | 27        |
| Inscrits                | Inscrits                                       | Inscrits                                                                 | 2 004 284 | 100,00 |         |           |
| Abstention              | Abstention                                     | Abstention                                                               | 514 800   | 25,68  |         |           |

### Postérieurement au scrutin
Vu qu'aucun candidat n'a obtenu la majorité absolue, il revenait au Congrès national de voter pour le candidat qui allait être nommé président parmi les trois ayant obtenu le plus de voix. Ce processus devait être effectué le 6 août 1980, mais le pouvoir en place est délogé le 17 juillet par le coup d'État du général Luis García Meza. Après la grève générale qui a laissé le pays pratiquement au bord de la guerre civile, le gouvernement militaire décide le 17 septembre 1982 de rétablir le Congrès élu en 1980, ce qui en résulte par une validation par celui-ci des résultats de l'élection présidentielle de 1980, le 23 septembre. Le vote parmi les candidats ayant obtenu le plus de voix s'effectue donc le 5 octobre 1982, duquel Siles Zuazo ressort vainqueur et devient président de la Bolivie, le 10 octobre suivant. 

### Vote du Congrès
Le Congrès national procède au vote le 5 octobre 1982 et élit Siles Zuazo à la tête de la Bolivie, celui-ci prenant les rênes du pays cinq jours plus tard. Le candidat est appuyé par les membres de l'Unité démocratique et populaire et ceux du Mouvement nationaliste révolutionnaire–Alliance.
| Candidat présidentiel | Candidat présidentiel     | Partis     | Votes |
| --------------------- | ------------------------- | ---------- | ----- |
|                       | Hernán Siles Zuazo (MNRI) | UDP, MNR-A | 113   |
|                       | Hugo Banzer Suárez (ADN)  | ADN        | 29    |
| Votes invalides       | Votes invalides           |            | 4     |
| Ne vote pas           | Ne vote pas               |            | 11    |
| Total                 | Total                     | Total      | 157   |